# Jacob Wackernagel jun.
Jacob Wackernagel Jr. (* 2. Oktober 1891 in Basel; † 14. Juli 1967 in Sardinien) war ein Schweizer Rechtshistoriker.

## Leben und Werk

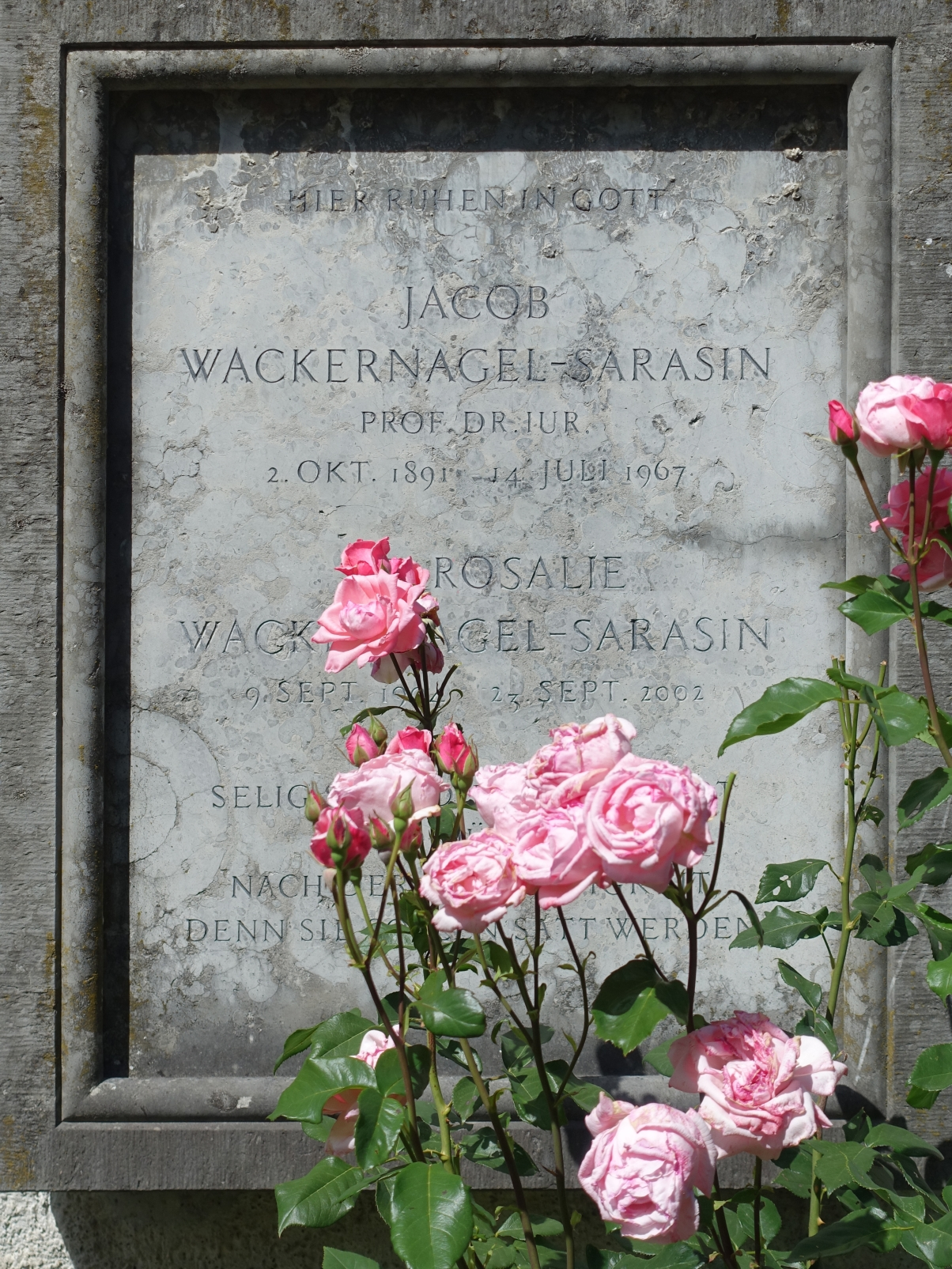
Grab auf dem Friedhof Wolfgottesacker, Basel

Jacob Wackernagel war ein Enkel des Germanisten Wilhelm Wackernagel und ein Sohn des Sprachwissenschaftlers Jakob Wackernagel und der Marie, geborene Stehlin. Sein Bruder war der Volkskundler Hans Georg Wackernagel und sein Onkel der Historiker Rudolf Wackernagel.
Wackernagel studierte an den Universitäten von Basel, Lausanne, Berlin und Göttingen Rechtswissenschaften. Wackernagel wurde 1915 promoviert und 1918 in Basel habilitiert.
An der Universität Basel war er von 1924 bis 1934 Extraordinarius und ab 1934 Ordinarius für Steuerrecht, Staats- und Verwaltungsrecht, Völkerrecht und Rechtsgeschichte. 1956 war er Rektor der Universität. Von 1960 bis 1966 präsidierte er die Stiftung, welche die Sammlung Schweizerischer Rechtsquellen herausgibt. In seinen Publikationen beschäftigte er sich vor allem mit Fragen des mittelalterlichen Rechts und des Steuerrechts.
Wackernagel heiratete 1945 Rosalie, geborene Sarasin. Er starb 1967 in Sardinien. Die Trauerfeier fand am 21. Juli 1967 in der St.-Alban-Kirche statt. Seine letzte Ruhestätte fand Wackernagel auf dem Friedhof Wolfgottesacker in Basel.